# Primulina fangii
Primulina fangii là một loài thực vật có hoa trong họ Tai voi (Gesneriaceae). Loài này tìm thấy ở Tứ Xuyên, Trung Quốc và được W. T. Wang mô tả khoa học đầu tiên năm 1982 dưới danh pháp Chirita fangii. Năm 2011, Mich.Möller & A.Weber chuyển nó sang chi Primulina.